# 維新の十傑
維新の十傑（いしんのじっけつ）は、明治維新に尽力した志士のうち、山脇之人『維新元勲十傑論』（1884年3月刊）において挙げられた特に優れた10人を指す名数。
西郷隆盛、大久保利通、木戸孝允の特に枢要な「維新の三傑」の他、薩摩藩の小松帯刀（小松清廉）、長州藩の大村益次郎、前原一誠、広沢真臣、肥前藩の江藤新平、肥後藩の横井小楠、公家の岩倉具視から成る。10人ともに幕末から明治まで生き抜いたが、明治に入り3人が病死、7人が外因死（暗殺、刑死、敗死）により命を落としている。

## 概要
小御所会議を経て、王政復古の大号令を達成した新政府発足時の中心人物であり、各藩を代表する人物が挙げられる。しかし、維新賞典禄では、公卿、藩主を除くと薩摩藩士・西郷隆盛（2,000石）を筆頭に、大久保利通（1,800石）、山口藩士・木戸孝允（1,800石）、広沢真臣（1,800石）、大村益次郎（1,500石）、土佐藩士・板垣退助（1,000石）、後藤象二郎（1,000石）、薩摩藩士・小松帯刀（1,000石）、吉井友実（1,000石）、伊地知正治（1,000石）、岩下方平（1,000石）であるにも関わらず、著者の山脇が自由民権運動に反発を懐き、これらを意図的に除外したため、薩長土肥藩閥の中で土佐藩士のみが、十傑から洩れるという偏った編纂がなされた。そのため、山脇の『維新元勲十傑論』は、客観的な評価に基づく選抜とは言い難い。一方、大村益次郎については一時は「維新の三傑」に割って入ろうかという評価で、横井小楠も維新樹立を打ち立てた思想家として高く評価している。明治政府内では大久保利通と江藤新平は政敵として知られ、佐賀の乱を鎮圧した大久保が江藤の首を梟首したことでも垣間見える。なお、この10人のうち岩倉具視を除く9人は、明治11年の紀尾井坂の変までに4人が暗殺され、2人が病死、2人が刑死、1人が戦死している。そして明治16年には残った岩倉具視が咽頭癌により死去している。

## 元勲と元老
「十傑」が山脇の主観に基づく一方的な概念であるのに対し、実際に明治政府を主導していったのは、伊藤博文や山縣有朋、井上馨といった長州藩の元老、幕末の志士出身で明治後半まで活躍した井上馨、後藤象二郎、大隈重信、板垣退助や、幕臣出身からは、大久保一翁や山岡鉄舟、勝海舟等があり、他にも箱館戦争を戦ったのちに政府に帰順した榎本武揚、武田斐三郎、大鳥圭介らがいる。
なお、金澤正造の著書『維新十傑傳』（1941年）では、明治以後の政治家とは別に、幕末期に維新へと至るまでに導いた主な革命家十名に、吉田松陰、頼三樹三郎、有村次左衛門、高橋多一郎、清河八郎、伴林光平、平野国臣、佐久間象山、高杉晋作、坂本龍馬を挙げた。この10名のうち坂本龍馬以外の9名は慶応3年10月15日の大政奉還より前に亡くなっている。坂本龍馬も慶応3年12月9日の王政復古の大号令より前に暗殺され、明治まで生きられなかった。
また、伊藤痴遊の著書『実録維新十傑』（1934年）では、西郷隆盛、大久保利通、木戸孝允、岩倉具視、三条実美、勝海舟、吉田松陰、高杉晋作、中岡慎太郎、坂本龍馬の10名が挙げられており、山脇の選ぶ10人のみが、「維新の十傑」として認識されていた人物ではないことに注意を要する。

## 山脇の選んだ十傑

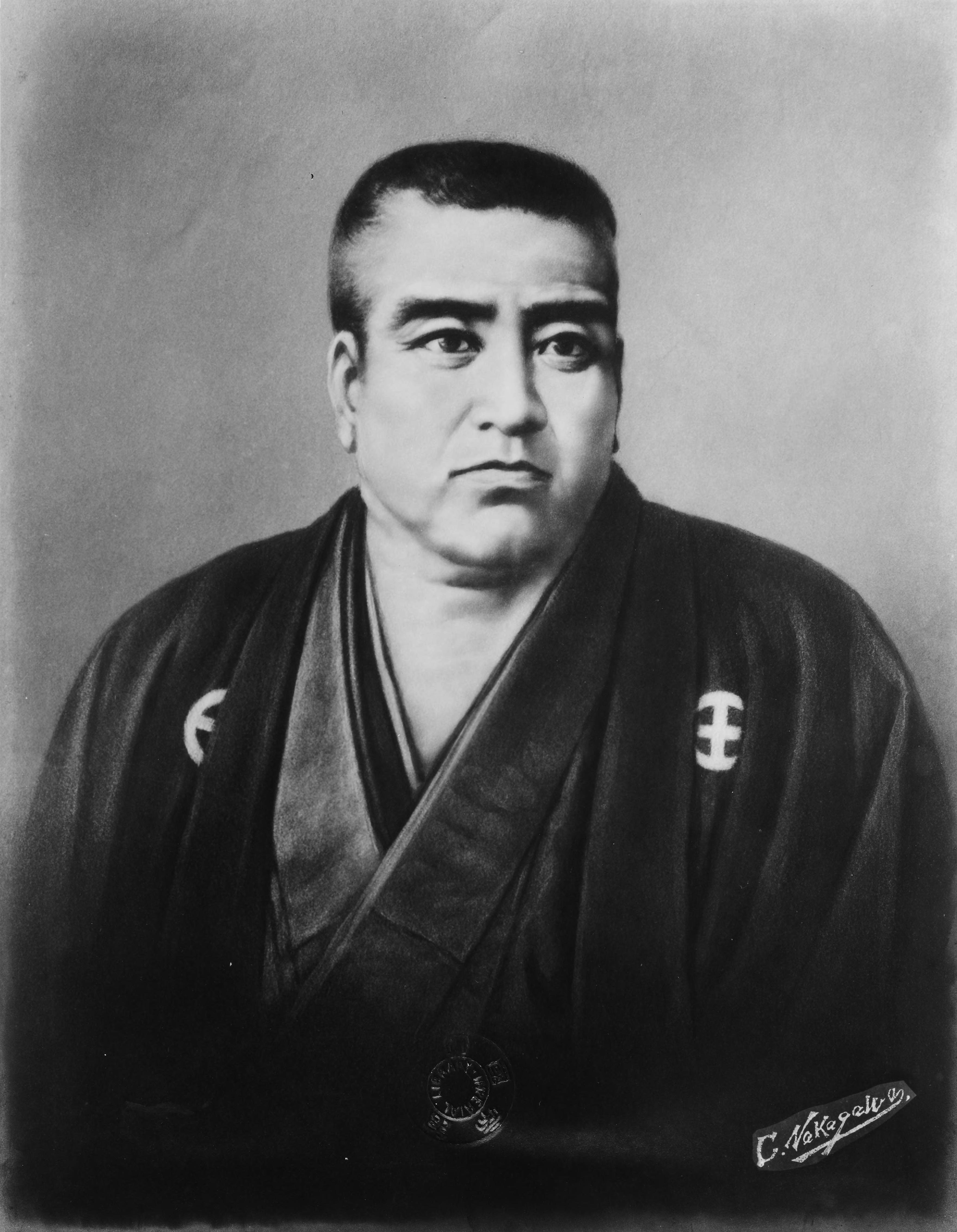
西郷隆盛 （薩摩藩）
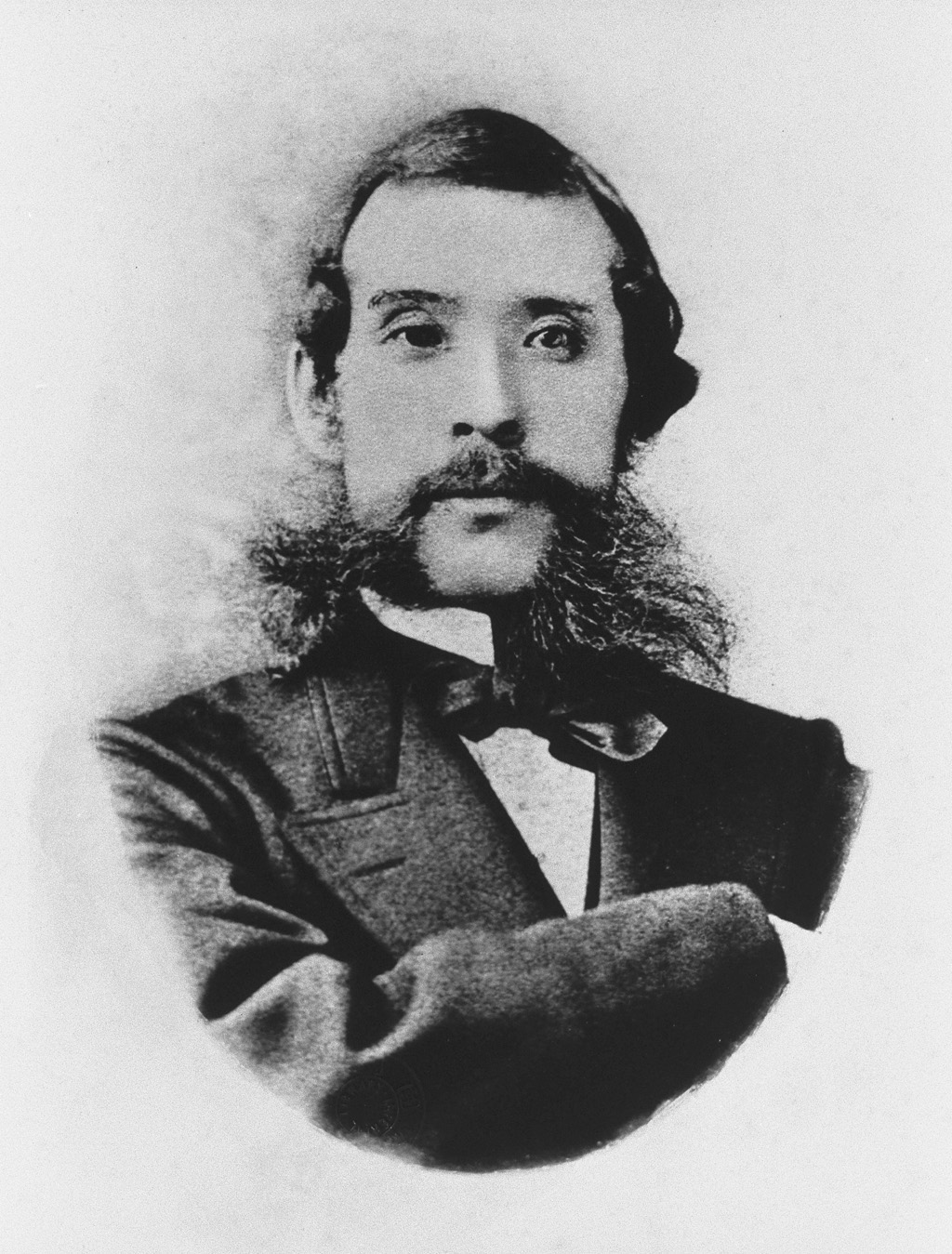
大久保利通 （薩摩藩）
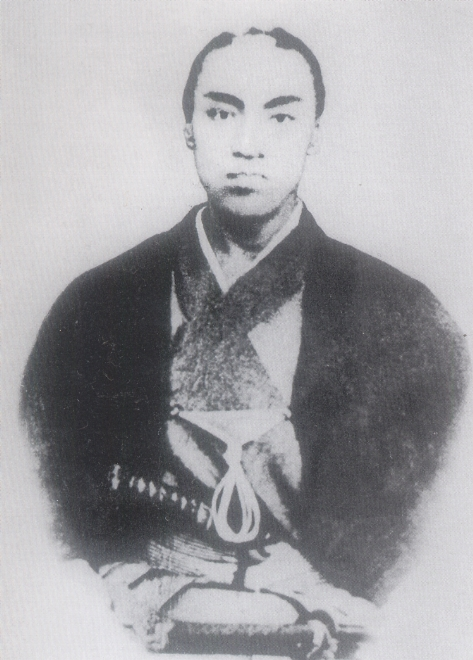
小松帯刀 （薩摩藩）
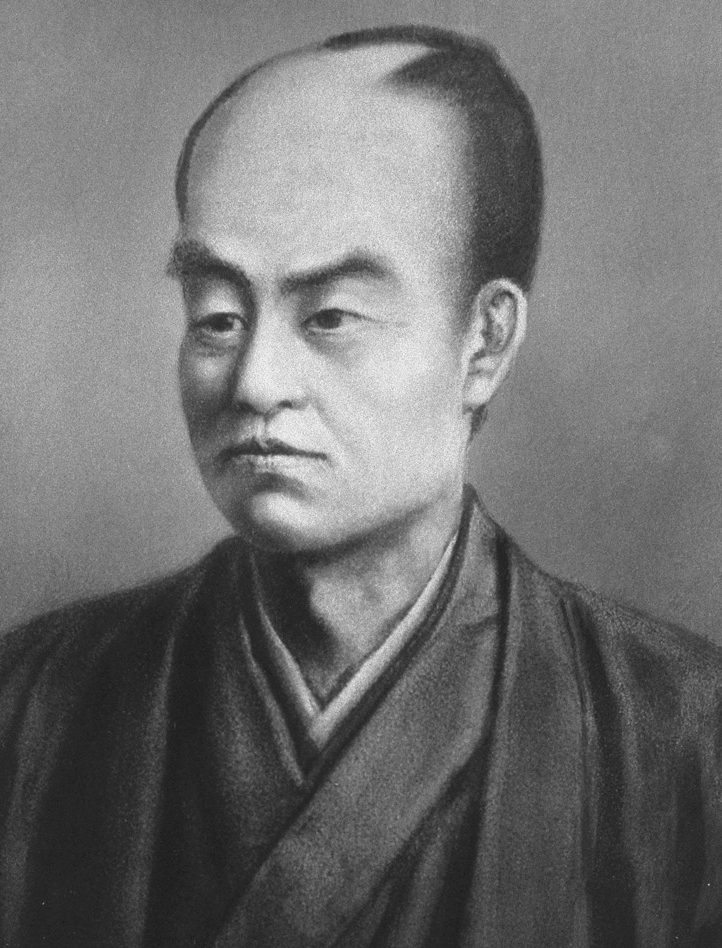
大村益次郎 （長州藩）
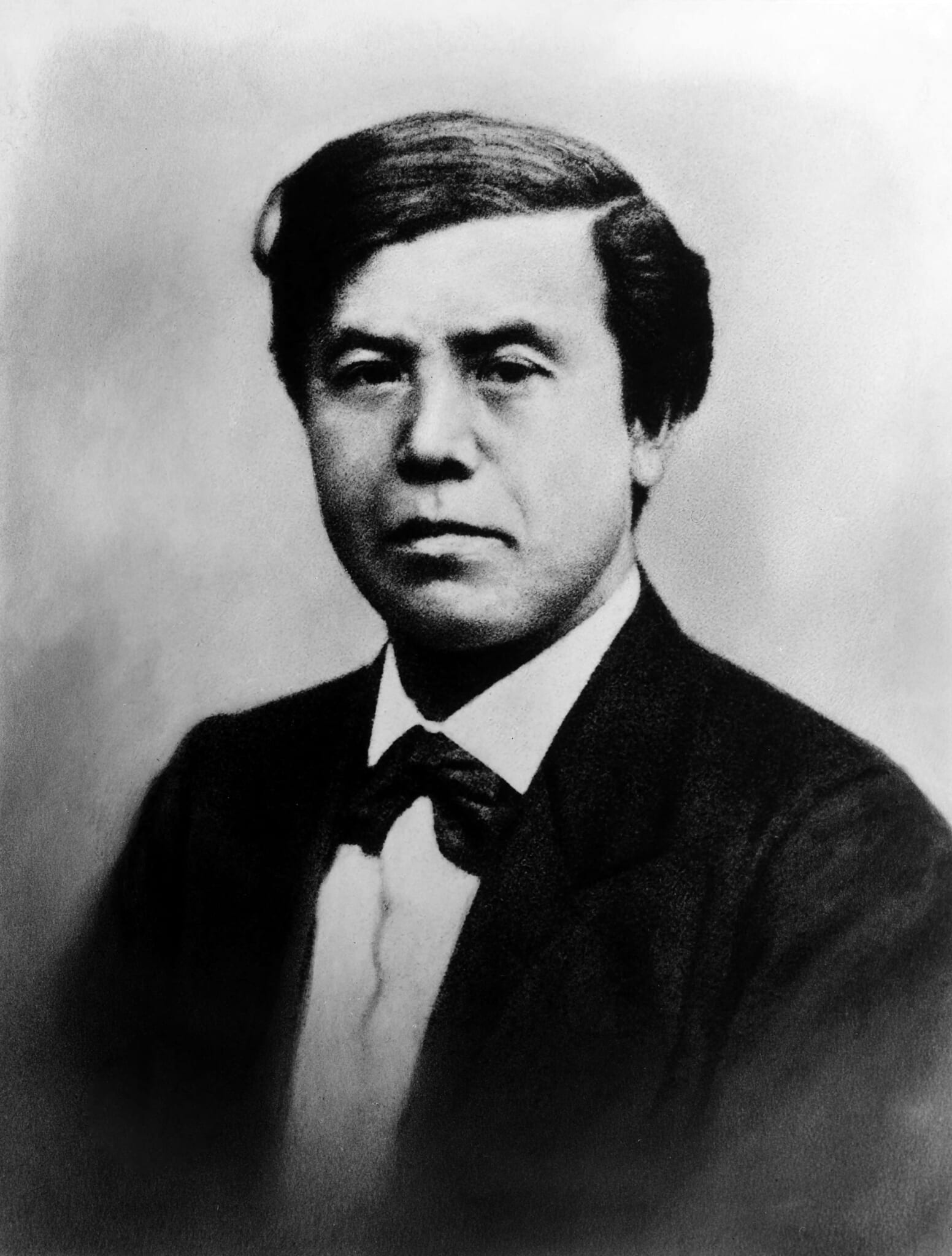
木戸孝允 （長州藩）
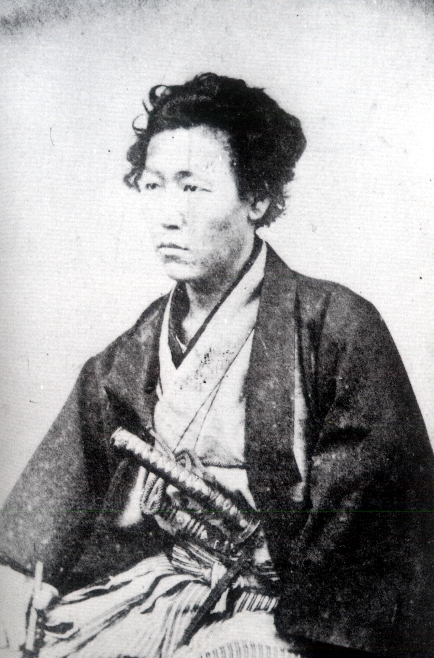
前原一誠 （長州藩）
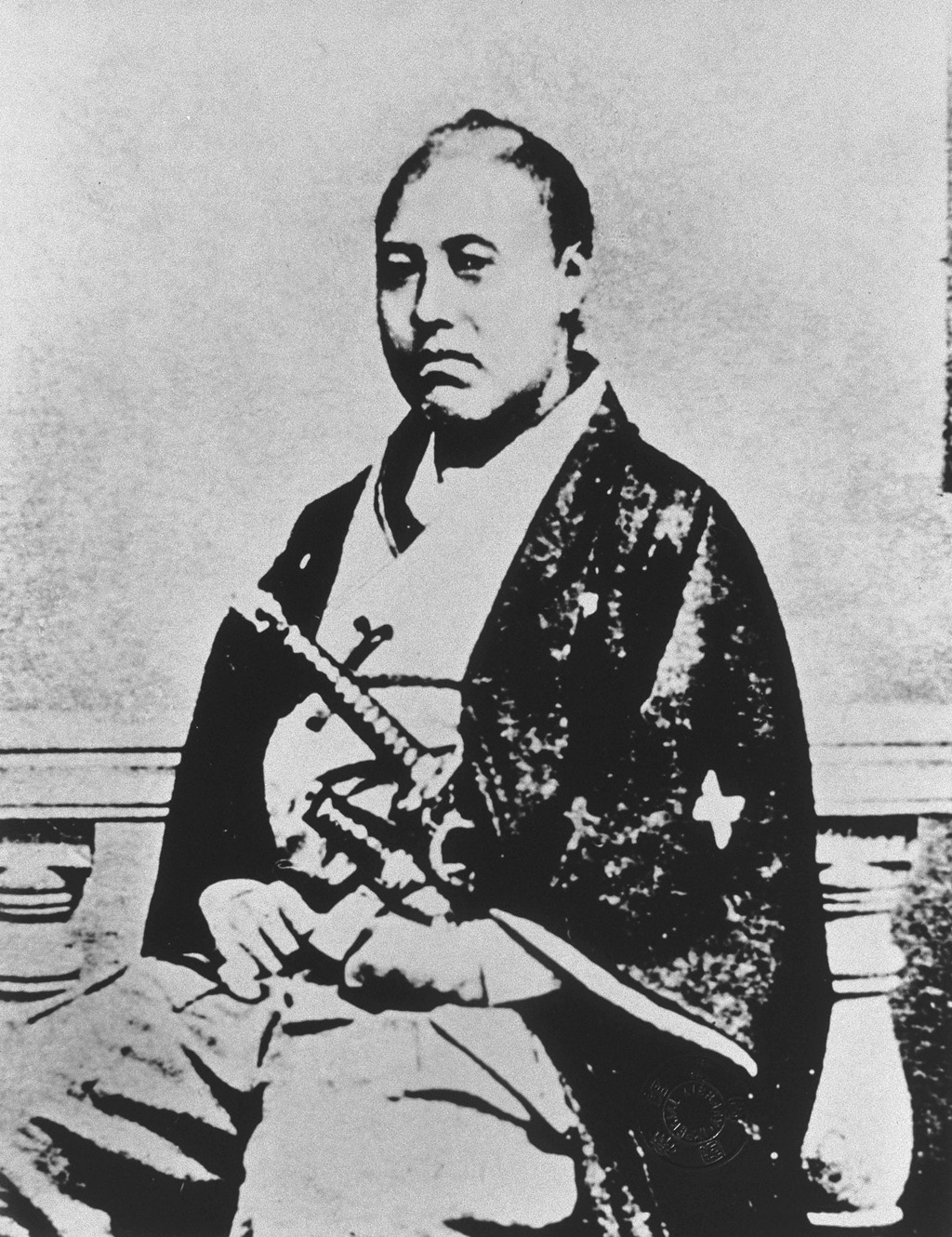
広沢真臣 （長州藩）
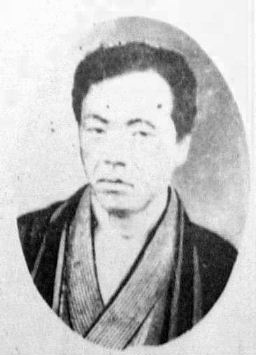
江藤新平 （肥前藩）
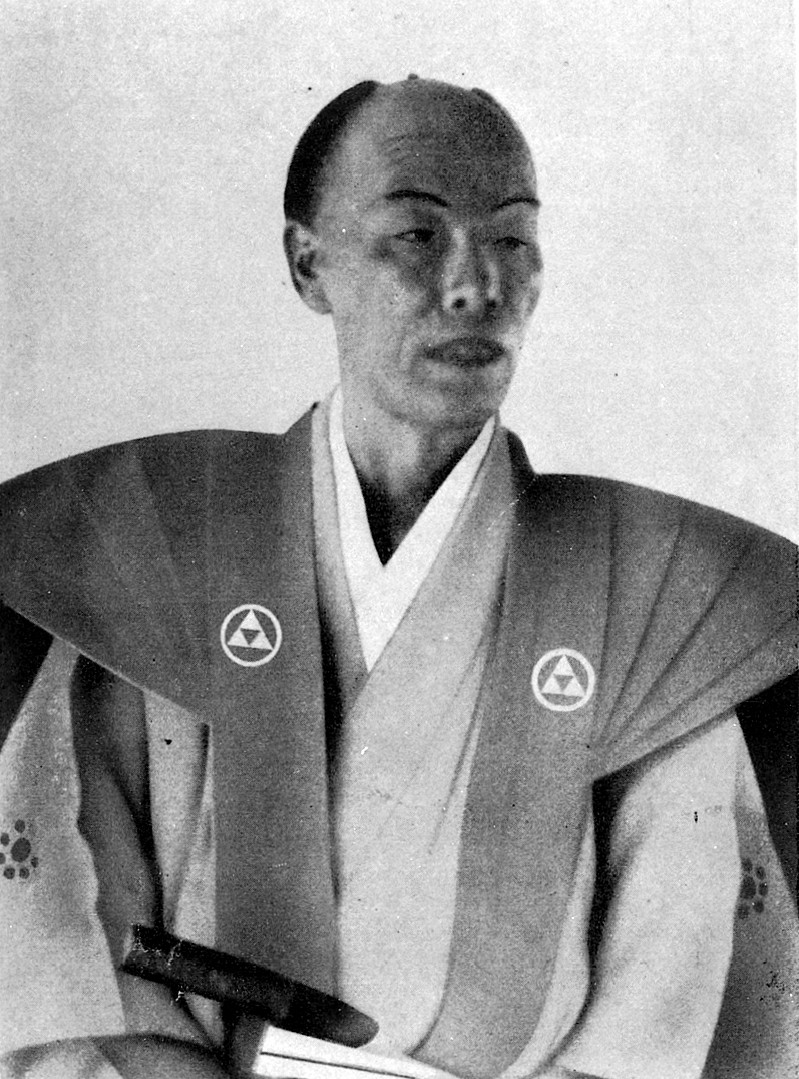
横井小楠 （肥後藩）
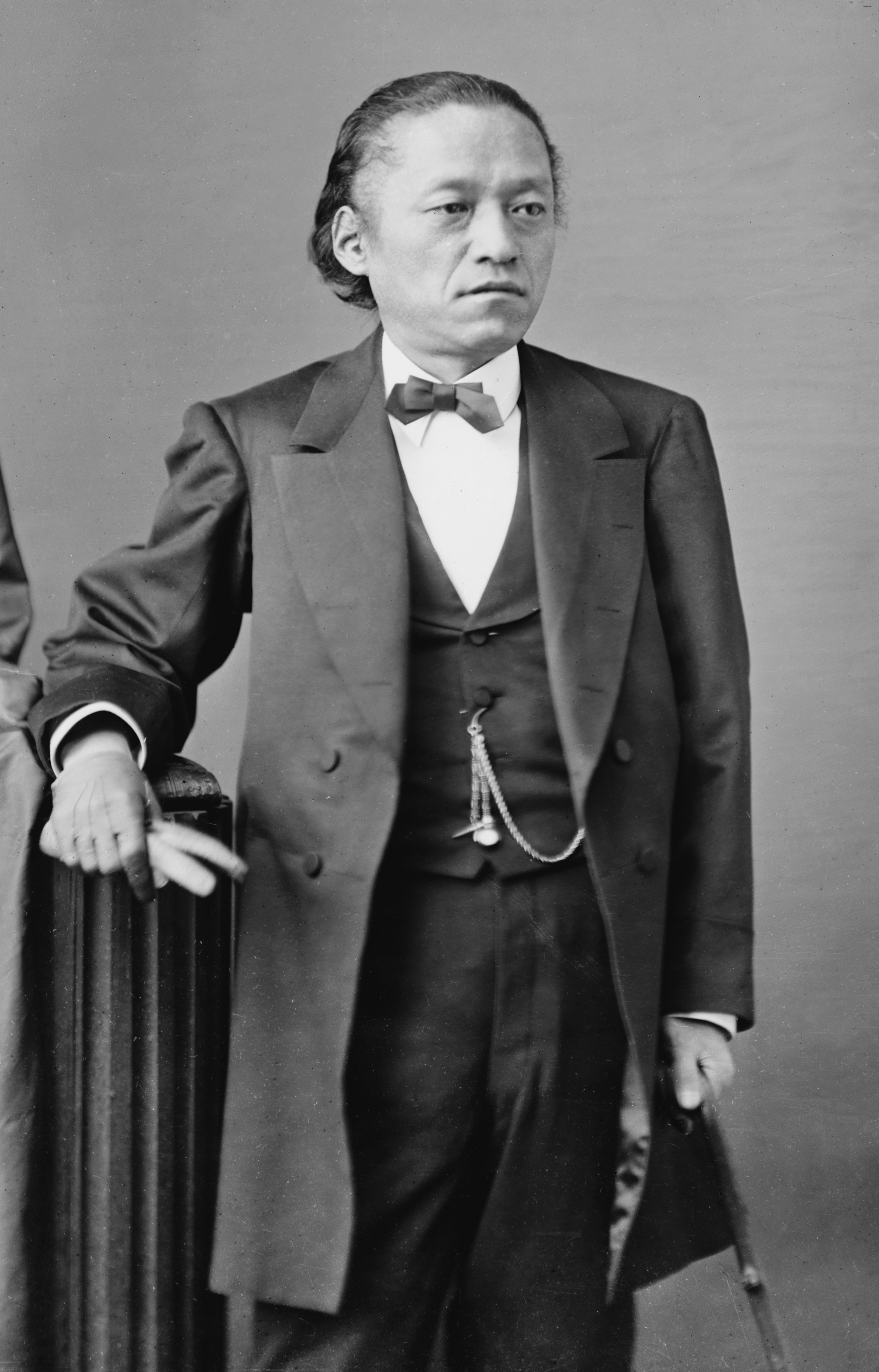
岩倉具視 （公家）

## 十傑の最期
小松、岩倉、木戸を除く7人が外因死（暗殺、刑死、敗死）により命を落としている。

### 概要
- 1868年（慶応3年／明治元年） - 王政復古の大号令。戊辰戦争始まる。明治に改元。
- 1869年（明治2年） - 戊辰戦争中に横井暗殺。（10人-1人=9人）
- 1869～71年（明治2～4年） - 戊辰戦争後に大村、広沢暗殺。小松病死。（9人-3人=6人）
- 1874～76年（明治7～9年） - 四民平等政策により、佐賀の乱を起こした江藤、萩の乱を起こした前原が刑死。（6人-2人=4人）
- 1877年（明治10年） - 西郷が西南戦争を起こす。西南戦争中に木戸病死。西郷敗死。（4人-2人=2人）
- 1878年（明治11年） - 大久保暗殺。（2人-1人=1人）
- 1883年（明治16年） - 岩倉病死。（1人-1人=0人）

### 詳細
※没年齢は満年齢
- 慶応3年12月9日（1868年1月3日） - 明治天皇より王政復古の大号令。
- 慶応4年1月3日（1868年1月27日） - 鳥羽・伏見の戦い始まる（戊辰戦争開始）
- 明治2年
  - 1月5日（1869年2月15日） - 横井小楠、京都で十津川郷士らに襲われ死亡。59歳没。（10人-1人=9人）
  - 5月18日（1869年6月27日） - 箱館戦争終結（戊辰戦争終結）。
  - 9月4日 - 大村益次郎、京都の旅館で元長州藩士らに襲われる。11月5日（1869年12月7日）、死亡。45歳没。（9人-1人=8人）
- 明治3年7月20日（1870年8月16日） - 小松帯刀、大阪で病死。34歳没。（8人-1人=7人）
- 明治4年1月9日（1871年2月27日） - 広沢真臣、東京の私邸で襲われ死亡。37歳没（実行犯・黒幕不明）。（7人-1人=6人）
- 明治7年（1874年）2月1日 - 江藤新平、佐賀の乱を起こす。鎮圧、捕縛され、4月13日、佐賀にて斬首刑ののち梟首刑。40歳没。（6人-1人=5人）
- 明治9年（1876年）10月28日 - 前原一誠、萩の乱を起こす。鎮圧、捕縛され、12月3日、萩にて斬首刑。42歳没。（5人-1人=4人）
- 明治10年（1877年）
  - 2月15日 - 西郷隆盛、西南戦争を起こす。
  - 5月26日 - 木戸孝允（三傑）、京都で病死。43歳没。（4人-1人=3人）
  - 9月24日 - 西郷隆盛（三傑）、西南戦争で敗戦し、鹿児島で自害。49歳没。（3人-1人=2人）
- 明治11年（1878年）5月14日 - 大久保利通（三傑）、東京清水谷で石川県士族らに襲われ死亡。47歳没（紀尾井坂の変）。（2人-1人=1人）
- 明治16年（1883年）7月20日 - 岩倉具視（唯一の公家）、東京で病死。57歳没。7月25日、日本初の国葬。（1人-1人=0人）